# Роґово (Лобезький повіт)
Роґово (пол. Rogowo, нім. Roggow A) — село в Польщі, у гміні Радово-Мале Лобезького повіту Західнопоморського воєводства.
Населення — 138 осіб (2011).
У 1975-1998 роках село належало до Щецинського воєводства.

## Демографія
Демографічна структура станом на 31 березня 2011 року:
|          | Загалом | Допрацездатний вік | Працездатний вік | Постпрацездатний вік |
| -------- | ------- | ------------------ | ---------------- | -------------------- |
| Чоловіки | 65      | 8                  | 50               | 7                    |
| Жінки    | 73      | 15                 | 44               | 14                   |
| Разом    | 138     | 23                 | 94               | 21                   |